# Làmpries (fill de Plutarc)
Làmpries (Lamprias) fou el fill de Plutarc que va fer una llista de totes les obres del seu pare, llista que es conserva i fou publicada per primera vegada per Hoeschelius a la ciutat de Florència.
Com que la llista inclou títols que foren escrits molt més tard de la mort del seu pare, és molt probable que la llista hagués estat manipulada en temps posteriors amb alguns afegits, però alguns autors la consideren fins i tot, falsa completament.